# Chokoyan
 Chokoyan è un comune del Ciad situato nel dipartimento di Ouara, provincia di Ouaddaï.